# Francavilla in Sinni
Francavilla in Sinni (auch: Francavilla sul Sinni, im lokalen Dialekt: Francavil) ist eine süditalienische Gemeinde (comune) mit 3875 Einwohnern (Stand 31. Dezember 2023) in der Provinz Potenza in der Basilikata. Die Gemeinde liegt etwa 71 Kilometer südsüdöstlich von Potenza im Parco nazionale del Pollino am Sinni, der die nördliche Gemeindegrenze bildet. Francavilla in Sinni ist Teil der Comunità Montana Alto Sinni.

## Verkehr
Durch die Gemeinde führt die Strada Statale 653 Sinnica vom Ionischen Meer Richtung Tyrrhenisches Meer.